# Mercedes Moll de Miguel
María Mercedes Moll de Miguel (Madrid, 4 de diciembre de 1940) es una empresaria y expolítica española por la Unión de Centro Democrático (UCD).

## Biografía
Es la segunda de los nueve hijos del coronel de Intendencia Sebastián Moll Carbó y de María del Carmen de Miguel Mayoral. Entre sus hermanos, destaca el conocido editor Francisco Javier Moll de Miguel, presidente de Prensa Ibérica.
Después de estudiar en el Colegio del Sagrado Corazón de la Bonanova, cursó estudios de Magisterio y se diplomó en pedagogía terapéutica.  En Barcelona cursó estudios de enfermería en el Hospital Militar. Contrajo matrimonio en la misma ciudad el 15 de enero de 1962 con el comandante médico César de Requesens Manterola. Posteriormente se trasladaron a Melilla, ciudad donde nacieron sus hijos Ana María, María Cristina, César Javier e Ignacio Cristóbal.
En 1967 la familia se trasladó a Sevilla debido a la destinación de César de Requesens  para ocupar el puesto de cirujano en el Hospital Militar de Sevilla.
El 24 de junio de 1968 falleció César de Requesens Manterola. Siendo viuda, a los 28 años se instaló junto con sus hijos en Granada, localidad donde le fue concedida una expendeduría de tabacos y, posteriormente, la administración de loterías número 18 de Granada. Integrada en la vida social de la ciudad, fundó la Asociación de Mujeres Empresarias de Granada, significándose como una dinámica y emprendedora mujer involucrada en causas sociales (Cruz Roja, Asociación de Viudas de Granada, Coto Lengo).
Llegada la democracia, en las elecciones constituyentes de 1977, fue elegida por la circunscripción de Granada en la lista de Unión de Centro Democrático encabezada por Federico Mayor Zaragoza, siendo una de las 27 mujeres firmantes de la Constitución Española en la Legislatura Constituyente (véase el documental Las constituyentes). Continuó su labor política en Madrid hasta el año 1979, como asesora de los ministros de Cultura, Manuel Clavero Arévalo, y del ministro Juan Rovira Tarazona (UCD) en el gobierno de Adolfo Suárez UCD.
Fue elegida como vicepresidenta de la Confederación Granadina de Empresarios en 1986 así como miembro del pleno en la Cámara de Comercio recibiendo de esta la Medalla del Centenario, siendo la primera mujer perteneciente a dicho organismo en Andalucía y tercera de España. En 1993 fue elegida presidenta nacional de la Federación de Asociaciones de Loterías ejerciendo dicho cargo hasta 1997.
En el año 2004 le fue concedida la Medalla de Plata de la Confederación Granadina de Empresarios y Cámara de Comercio.
En 2009 creó conjuntamente la Asociación de Mujeres Profesionales Fonta Granada y en 2010 el Club de la Constitución del que fue elegida presidenta honorífica en 2014, el mismo año en que fue nombrada miembro del Consejo Social de la Universidad de Granada (a propuesta del Parlamento Andaluz).

## Histórico[6]
- Miembro de la Junta Preautonómica de Andalucía (1977).

- Diputada Constituyente por Granada (1977).

- Vicepresidenta de Andalucía por Unión de Centro Democrático (1977).

- Vocal Nacional del Consejo Superior de Menores (1977).

- Vocal de la Comisión de Defensa desde el 11/11/1977 al 02/01/1979.

- Vicepresidenta Segunda de la Comisión de Justicia desde el 18/01/1978 al 02/01/1979.

- Vicepresidenta Segunda de la Comisión de Presidencia desde el 15/11/1977 al 02/01/1979.

- Vocal de la Comisión de Peticiones desde el 15/11/1977 al 02/01/1979.

- Miembro del Consejo Rector de Televisión Española (1978).

- Vocal de la Comisión de Investigación de Situación de los Establecimientos Penitenciarios desde el 21/12/1977 al 02/01/1979.

- Asesora del Ministro de Cultura (1979).

- Asesora del Ministro de Sanidad (1980-1981).

- Presidenta Nacional de la Federación de Asociaciones de Loterías (1993-1997).

- Vicepresidenta de la Confederación Granadina de Empresarios (1989-1993).

- Vocal del Comité Ejecutivo y Pleno de la Cámara de Comercio de Granada (1982-2005).

- Presidenta Fundadora de la Asociación Granadina de Empresarias (1973-2003).

- Presidenta de Asociación de Viudas de Granada (1983-2003).

- Presidenta Fundadora de la Fundación Gaudium (1997-2002).

- Presidenta Provincial de la Federación Granadina de Mujeres Empresarias (1999-2005).

- Presidenta Fundadora de Zonta Granada[7] (2008).

- Miembro Honorífico del Club Zonta Andalucía Granada.

- Vicepresidenta Fundadora del Club de la Constitución de Granada (2009).

- Presidenta MACCIMOL40 SL fundada en 1983, sociedad que regenta la Administración de Loterías Nº 18 de Granada así como su canal online www.lagranadadeoro.com

## Premios y reconocimientos
- Orden del Mérito Constitucional (1978). Reconocimiento por su labor en la Constitución de 1978.
- Medalla de Plata de la Cámara de Comercio de Granada (1986). Reconocimiento por su actividad extraordinaria en el ejercicio empresarial.
- Medalla de Plata de la Confederación Granadina de Empresarias (2002). Reconocimiento al fomento de la igualdad de oportunidades y entidades enfocadas al apoyo para mujeres en el sector empresarial.
- Medalla de Oro al Mérito de la Ciudad de Granada (Ayuntamiento de Granada, 2007).[8] Premio al mérito civil por trayectoria extraordinaria en la ciudad de Granada tanto a nivel político como empresarial.
- Mérito Constitucional del Consorcio del Segundo Centenario de la Constitución de Cádiz de 1812 (2012).
- I Premio Mariana Pineda a la igualdad entre hombres y mujeres junto con Antonina Rodrigo, María Izquierdo Rojo, Ángeles de la Plata Martín, (Concejalía de Igualdad, 2013).[9] Reconocimiento por ser una de las dos primeras diputadas granadinas en las Cortes Generales constituyentes de la democracia de 1977.
- Galardonada por la Comisión de Honores y Distinción de la Diputación de Granada con la Granada Coronada. (2015)

- Hija adoptiva de Granada